# ステロペース
ステロペース（古希: Στερόπης, Steropēs）は、ギリシア神話に登場する巨人である。その名は「電光」とか「雷光」を意味する。ガイアとウーラノスの子で、一つ目の巨人キュクロープスの1人。ブロンテース、アルゲースと兄弟。長母音を省略してステロペスとも表記される。
ウーラノスは恐ろしい姿と膂力を恐れて、ステロペースらキュクロープスとヘカトンケイルをガイアの腹の中に隠した。その後、ティーターノマキアーの際にゼウスによって解放され、兄弟とともにゼウスの雷を鍛えた。その後はシケリア島のエトナ火山にある洞窟で鍛冶神ヘーパイストスの仕事を手伝っているとされる。